# Bourg-en-Lavaux
Pour les articles homonymes, voir Bourg (homonymie) et Lavaux (homonymie).
Bourg-en-Lavaux est une commune suisse du canton de Vaud. Elle est le chef-lieu du district de Lavaux-Oron.
Bourg-en-Lavaux participe au rayonnement régional d'un site, Lavaux, inscrit en 2007 au Patrimoine Mondial de l'UNESCO.

## Histoire

Photo aérienne : Villette, Grandvaux (1948)

Photo aérienne, de gauche à droite : Cully, Riex, Epesses (1960)

La commune de Bourg-en-Lavaux est née le 1er juillet 2011 de la fusion des communes de Cully, d'Épesses, de Grandvaux, de Riex, et de Villette décidée lors du vote populaire du 17 mai 2009,,. Une première tentative en 2005 avait échoué, les habitants de Grandvaux ayant refusé la fusion.

### Héraldique
Il a été décidé, pour le blason de Bourg-en-Lavaux, de conserver celui de Riex.

Cully
Épesses
Grandvaux
Riex
Villette

## Géographie
La commune de Bourg-en-Lavaux est située à mi-chemin entre Vevey et Lausanne. Créée par la fusion de 5 anciennes communes viticoles, elle s'étend du bord du lac (375 m) à un point culminant de 925 m (La Tour de Gourze).

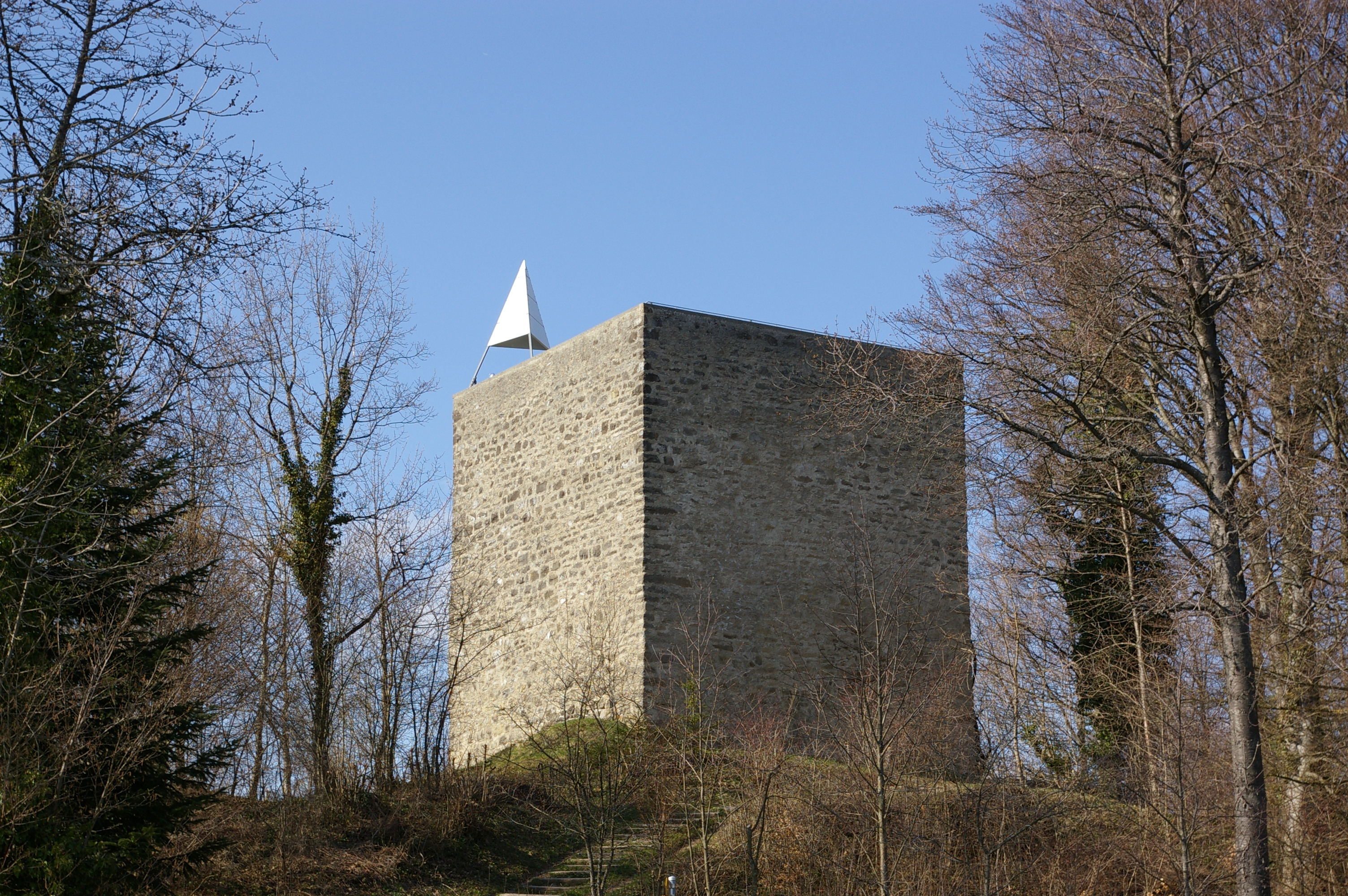
La Tour de Gourze

D'une superficie totale de 965 ha, 270 ha (presque un tiers) sont constitués de vignobles en terrasses.

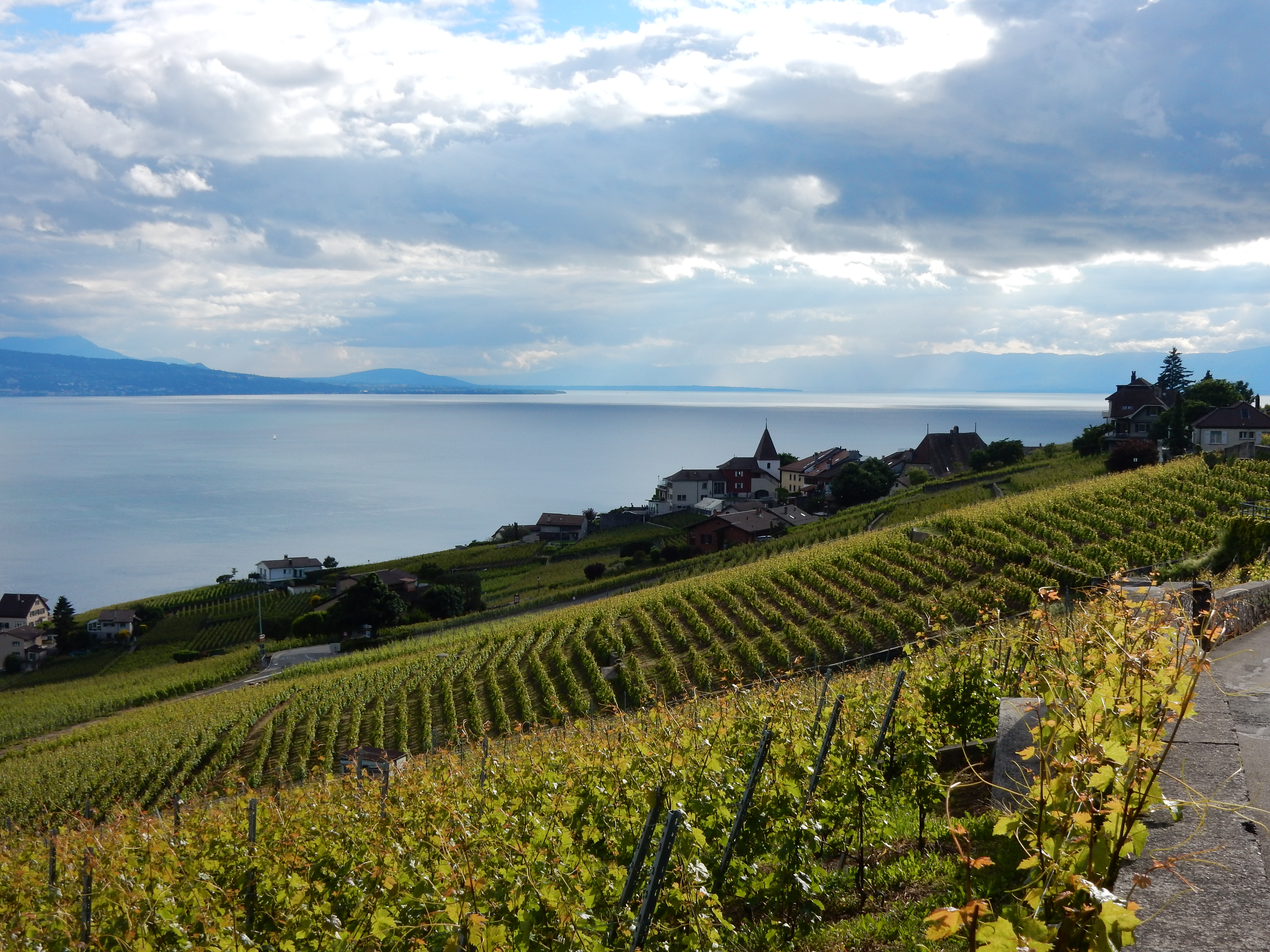
Vue du lac depuis Grandvaux
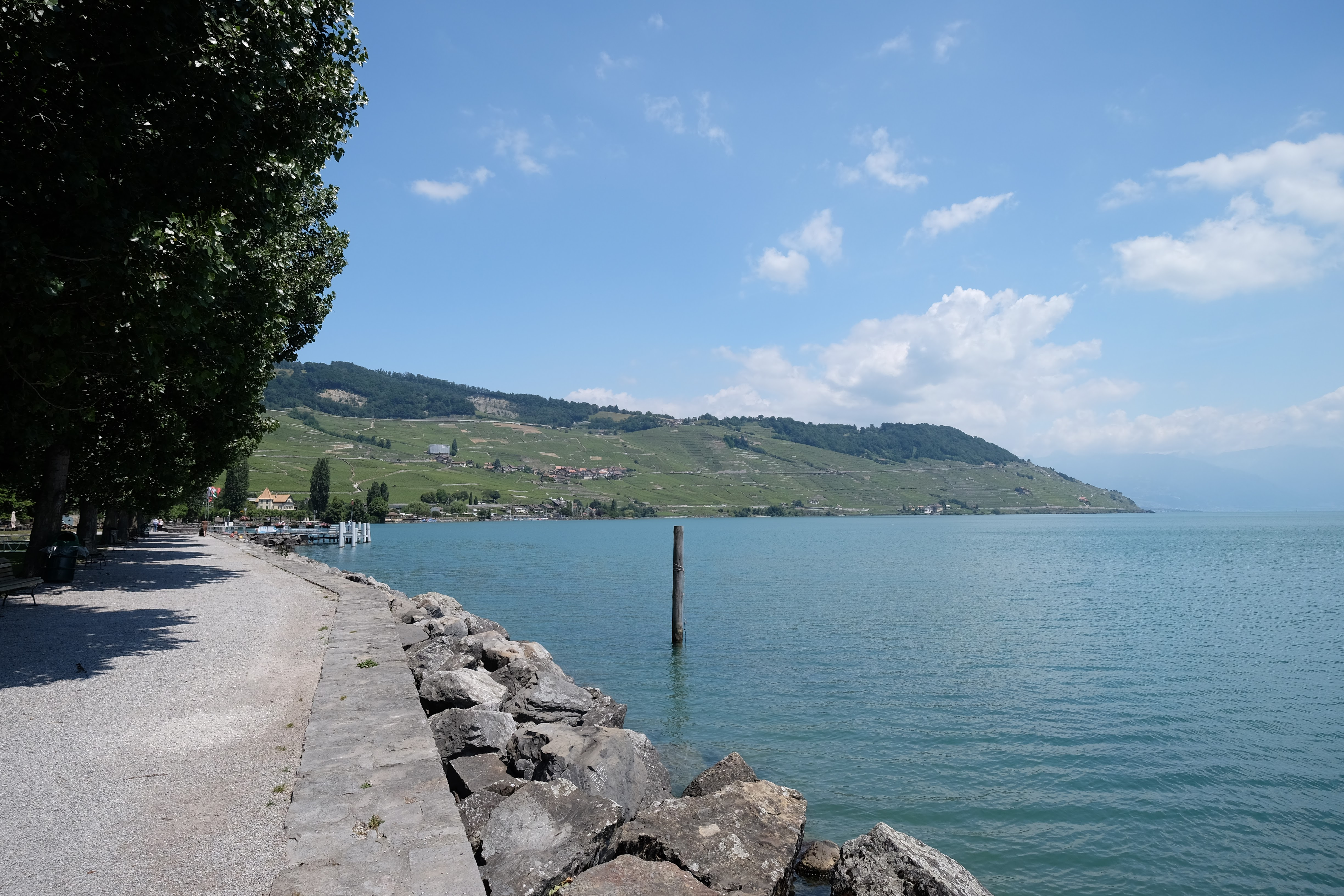
Bord du lac à Cully

## Démographie
La commune de Bourg-en-Lavaux est habitée par 5 367 habitants (31 décembre 2018).
La variation depuis la fusion des cinq communes en 2011 jusqu'en 2018 est de +333 hab.

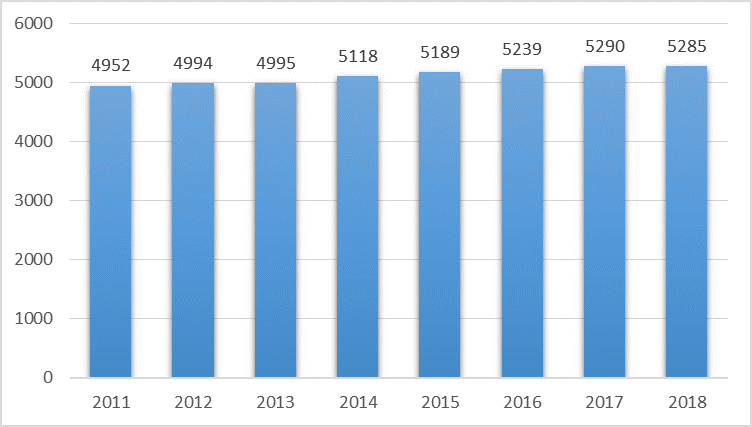
Évolution de la population sur la Commune de Bourg-en-Lavaux. Sources: OFS-2018

## Vie économique
Principalement orientée vers la vigne et la production de vins, la commune jouit[non neutre] également d'une forte popularité touristique.[réf. nécessaire]

### Production viticole de la commune
- Blanc : Calamin, Épesses, Villette.
- Rouge : Plant-Robert, Lavaux

### Tourisme pédestre
- Balades à panoramas, un itinéraire défini par la commune.

### Promotion économique
- LABEL "Les Acteurs de Bourg-en-Lavaux" - défendre et promouvoir les intérêts économiques et culturels de Bourg-en-Lavaux.
- PROMOVE sur la région Lavaux-Riviera - dédiée au développement économie de la région Lavaux-Riviera.

## Vie locale

### Cultures, festivals et manifestations
- Festivals et manifestations sont organisés en été comme en hiver, dont : 

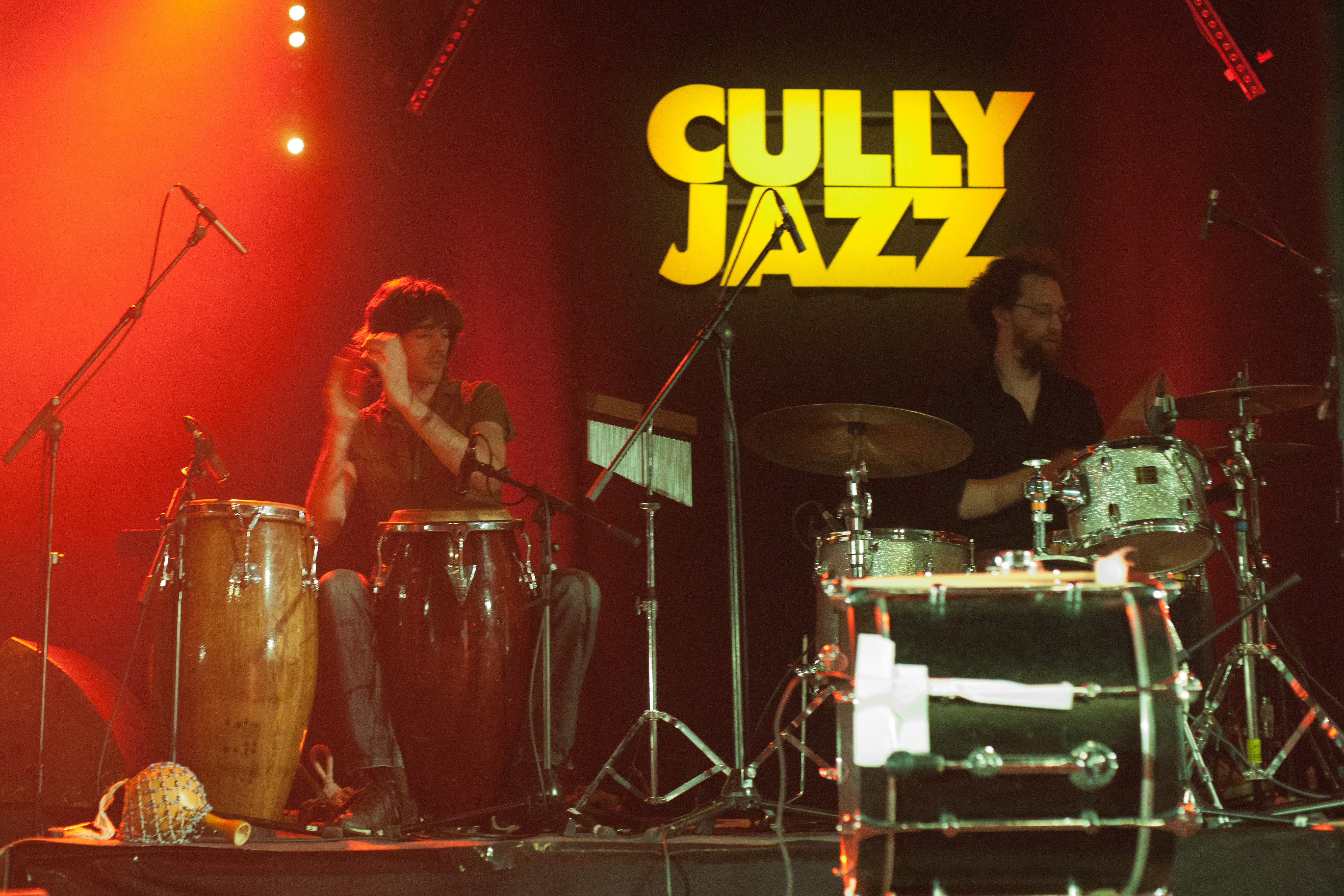
Concert pendant le Cully Jazz

  - Lavaux Classic
  - Cully Jazz

### Sociétés locales et sportives
Bourg-en-Lavaux compte bon nombre de sociétés locales :
- Badminton,
- Scoutisme,
- Gymnastique,
- Tennis,
- Judo,
- Pétanque,
- Ski,
- Tir,
- Football etc.
- Voile, Cercle de la voile Moratel-Cully

## Accès et transports publics
Bourg-en-Lavaux fait partie de la communauté tarifaire Mobilis qui couvre tout le canton de Vaud.
La gare de Cully, à mi-chemin entre Lausanne (de l'ouest) et Vevey (à l'est) dessert le cœur de la commune. Les gares de Grandvaux, Villette et d'Épesses desservent quant à elles les localités homonymes de la commune.
L’autoroute A9 n'a pu se frayer qu'une trajectoire qui passe bien au-dessus (nord) de la commune.